# RTI-5152-12
RTI-5152-12（或称为WW-12）是一种含氮有机化合物，化学式C21H28N2O，可作为趋化因子受体ACKR3（CXCR-7）的小分子激动剂。